# Женска фудбалска репрезентација Шведске
Женска фудбалска репрезентација Шведске (швед. Sveriges damlandslag i fotboll) је национални фудбалски тим који представља Шведску на међународним такмичењима и под контролом је Фудбалског савеза Шведске (швед. Svenska Fotbollförbundet), владајућег тела за фудбал у Шведској.

## Историја
Репрезентација је традиционално призната као једна од најбољих светских женских репрезентација, освојила је Европско такмичење у женском фудбалу 1984. године. Као подједнако успешан мушки пар, и женска репрезентација је освојила сребро на Светском првенству (2003.) као и три сребра на Европском првенству (1987, 1995, 2001). Тим је учествовао на шест Олимпијских игара, осам светских купова, као и десет европских првенстава. Шведска је освојила бронзане медаље на светским првенствима 1991, 2011. и 2019. године.
Финале Светског првенства 2003. године било је други пут да је Шведска стигла до финала Светског првенства у фудбалу после финала Светског првенства 1958. године и било је други најгледанији догађај у Шведској те године. Лота Шелин је најбољи стрелац у историји Шведске са 85 голова. Шелин је надмашила рекорд Хане Љунгберг са 72 гола против Немачке 29. октобра 2014. године. Играчица са највише утакмица је Керолин Сегер са 229. Тим су тренирали Томас Денерби од 2005. до 2012. и Пиа Сундхаге од 2012. до 2017. Тренутни тренер је Питер Герхардсон.
Након победе у две квалификационе утакмице против Данске за квалификације за Олимпијске игре у Пекингу 2008, Шведски олимпијски комитет је одобрио рекордно повећање инвестиција за женски тим. Нови буџет одобрио је преко милион СЕК (око 150.000 УСД) за тим и 150.000 СЕК (око 25.000 УСД) по играчу за развој физичке кондиције. Нови грантови су скоро 100% повећање средстава за сезону 2005. и 2006. године.
Развој и стање у женској фудбалској репрезентацији Шведске од њених почетака до 2013. могу се видети у троделној документарној телевизијској серији Сверигес Телевизије Други спорт из 2013. године.

## Рекорди играчица
Активни играчи подебљани, статистика од 9. јула 2022.
| #  | Име                      | Каријера  | Утакмица |
| -- | ------------------------ | --------- | -------- |
| 1  | Каролина Сегер           | 2005–     | 232      |
| 2  | Тереза Сјегран           | 1997–2015 | 214      |
| 3  | Нила Фишер               | 2001–     | 194      |
| 4  | Хедвиг Линдал            | 2002–     | 190      |
| 5  | Лота Шелин               | 2004–2017 | 185      |
| 6  | Викторија Сандел Свенсон | 1996–2009 | 166      |
| 7  | Косоваре Аслани          | 2008–     | 163      |
| 8  | Кристин Бенгтсон         | 1991–2005 | 157      |
| 9  | Малин Андерсон           | 1994–2005 | 151      |
| 10 | Пија Сундхаг             | 1975–1996 | 146      |

| #  | Играч                    | Каријера  | Голова | Утакмица | Гол/ута |
| -- | ------------------------ | --------- | ------ | -------- | ------- |
| 1  | Лота Шелин               | 2004–2017 | 88     | 185      | 0.48    |
| 2  | Хана Љунгберг            | 1996–2008 | 72     | 130      | 0.55    |
| 3  | Лена Видекул             | 1984–1996 | 71     | 111      | 0.64    |
| 3  | Пија Сундхаг             | 1975–1996 | 71     | 146      | 0.49    |
| 5  | Викторија Сандел Свенсон | 1996–2009 | 68     | 166      | 0.41    |
| 6  | Косоваре Аслани          | 2008–     | 43     | 163      | 0.26    |
| 7  | Малин Андерсон           | 1994–2005 | 38     | 151      | 0.25    |
| 8  | Анели Анделен            | 1985–1995 | 37     | 88       | 0.42    |
| 9  | Каролине Сегер           | 2005–     | 32     | 232      | 0.14    |
| 10 | Стина Блакстениус        | 2015–     | 26     | 79       | 0.33    |

## Такмичарски рекорд

### Светско првенство за жене
| 1991   | Треће место             | 3.            | 6             | 4             | 0             | 2             | 18            | 7             | 6                             | 4                             | 2                             | 0                             | 13                            | 3                             |
| 1995   | Четвртфинале            | 5.            | 4             | 2             | 1             | 1             | 6             | 4             | Квалификовали се као домаћини | Квалификовали се као домаћини | Квалификовали се као домаћини | Квалификовали се као домаћини | Квалификовали се као домаћини | Квалификовали се као домаћини |
| 1999   | Четвртфинале            | 6.            | 4             | 2             | 0             | 2             | 7             | 6             | 6                             | 6                             | 0                             | 0                             | 18                            | 5                             |
| 2003   | Другопласирани          | 2.            | 6             | 4             | 0             | 2             | 10            | 7             | 6                             | 5                             | 0                             | 1                             | 27                            | 4                             |
| 2007   | Групна фаза             | 10.           | 3             | 1             | 1             | 1             | 3             | 4             | 8                             | 7                             | 1                             | 0                             | 32                            | 6                             |
| 2011   | Треће место             | 3.            | 6             | 5             | 0             | 1             | 10            | 6             | 10                            | 8                             | 2                             | 0                             | 40                            | 6                             |
| 2015   | Осмина финала           | 16.           | 4             | 0             | 3             | 1             | 5             | 8             | 10                            | 10                            | 0                             | 0                             | 32                            | 1                             |
| 2019   | Треће место             | 3.            | 7             | 5             | 0             | 2             | 12            | 6             | 8                             | 7                             | 0                             | 1                             | 22                            | 2                             |
| 2023   | Квалификоване           | Квалификоване | Квалификоване | Квалификоване | Квалификоване | Квалификоване | Квалификоване | Квалификоване | Биће одлучено                 | Биће одлучено                 | Биће одлучено                 | Биће одлучено                 | Биће одлучено                 | Биће одлучено                 |
| Укупно | Најбољи: Другопласирани | 8/9           | 40            | 23            | 5             | 12            | 71            | 48            | 54                            | 47                            | 5                             | 2                             | 184                           | 27                            |

|}

### Европско првенство у фудбалу за жене
| Европско првенство у фудбалу за жене − резултати | Европско првенство у фудбалу за жене − резултати | Европско првенство у фудбалу за жене − резултати | Европско првенство у фудбалу за жене − резултати | Европско првенство у фудбалу за жене − резултати | Европско првенство у фудбалу за жене − резултати | Европско првенство у фудбалу за жене − резултати | Европско првенство у фудбалу за жене − резултати | Европско првенство у фудбалу за жене − резултати |                    | Квалификациони резултати | Квалификациони резултати | Квалификациони резултати | Квалификациони резултати | Квалификациони резултати | Квалификациони резултати |
| Година                                           | Коло                                             | Позиција                                         | Ута                                              | Поб                                              | Нер*                                             | Изг                                              | ГД                                               | ГП                                               | Ута                | Поб                      | Нер                      | Изг                      | ГД                       | ГП                       |                          |
| ------------------------------------------------ | ------------------------------------------------ | ------------------------------------------------ | ------------------------------------------------ | ------------------------------------------------ | ------------------------------------------------ | ------------------------------------------------ | ------------------------------------------------ | ------------------------------------------------ | ------------------ | ------------------------ | ------------------------ | ------------------------ | ------------------------ | ------------------------ | ------------------------ |
| [[]] 1984                                        | Шампионке                                        | 1.                                               | 4                                                | 3                                                | 0                                                | 1                                                | 6                                                | 4                                                | 6                  | 6                        | 0                        | 0                        | 26                       | 1                        |                          |
| 1987                                             | Другопласиране                                   | 2.                                               | 2                                                | 1                                                | 0                                                | 1                                                | 4                                                | 4                                                | 6                  | 5                        | 0                        | 1                        | 14                       | 3                        |                          |
| 1989                                             | Треће место                                      | 3.                                               | 2                                                | 1                                                | 0                                                | 1                                                | 3                                                | 3                                                | 6                  | 2                        | 3                        | 1                        | 11                       | 4                        |                          |
| 1991                                             | Нису се квалификовале                            | Нису се квалификовале                            | Нису се квалификовале                            | Нису се квалификовале                            | Нису се квалификовале                            | Нису се квалификовале                            | Нису се квалификовале                            | Нису се квалификовале                            | 6                  | 4                        | 2                        | 0                        | 13                       | 3                        |                          |
| 1993                                             | Нису се квалификовале                            | Нису се квалификовале                            | Нису се квалификовале                            | Нису се квалификовале                            | Нису се квалификовале                            | Нису се квалификовале                            | Нису се квалификовале                            | Нису се квалификовале                            | 6                  | 3                        | 2                        | 1                        | 18                       | 4                        |                          |
| 1995                                             | Другопласиране                                   | 2.                                               | 3                                                | 1                                                | 0                                                | 2                                                | 9                                                | 8                                                | 6                  | 5                        | 0                        | 1                        | 25                       | 2                        |                          |
| 1997                                             | Полуфинале                                       | 3.                                               | 4                                                | 3                                                | 0                                                | 1                                                | 6                                                | 2                                                | 6                  | 5                        | 1                        | 0                        | 26                       | 2                        |                          |
| 2001                                             | Другопласиране                                   | 2.                                               | 5                                                | 3                                                | 0                                                | 2                                                | 7                                                | 4                                                | 8                  | 5                        | 2                        | 1                        | 28                       | 10                       |                          |
| 2005                                             | Полуфинале                                       | 3.                                               | 4                                                | 1                                                | 2                                                | 1                                                | 4                                                | 4                                                | 8                  | 6                        | 1                        | 1                        | 26                       | 5                        |                          |
| 2009                                             | Четвртфинале                                     | 5.                                               | 4                                                | 2                                                | 1                                                | 1                                                | 7                                                | 4                                                | 8                  | 8                        | 0                        | 0                        | 31                       | 0                        |                          |
| 2013                                             | Полуфинале                                       | 3.                                               | 5                                                | 3                                                | 1                                                | 1                                                | 13                                               | 3                                                | Qualified as hosts | Qualified as hosts       | Qualified as hosts       | Qualified as hosts       | Qualified as hosts       | Qualified as hosts       |                          |
| 2017                                             | Четвртфинале                                     | 7.                                               | 4                                                | 1                                                | 1                                                | 2                                                | 4                                                | 5                                                | 8                  | 7                        | 0                        | 1                        | 22                       | 3                        |                          |
| 2022                                             | Квалификоване                                    | Квалификоване                                    | Квалификоване                                    | Квалификоване                                    | Квалификоване                                    | Квалификоване                                    | Квалификоване                                    | Квалификоване                                    | 8                  | 7                        | 1                        | 0                        | 40                       | 2                        |                          |
| Укупно                                           | Нахбољи: Шампионке                               | 11/13                                            | 37                                               | 19                                               | 5                                                | 13                                               | 63                                               | 41                                               | 80                 | 63                       | 12                       | 7                        | 280                      | 39                       |                          |

*Означава нерешене утакмице које укључују нокаут мечеве одлучене са пеналима.
**Златна боја позадине означава да је турнир освојен. Црвена боја ивице означава да је турнир одржан на домаћем терену.

### Олимпијске игре
| Олимпијске игре − резултати | Олимпијске игре − резултати | Олимпијске игре − резултати | Олимпијске игре − резултати | Олимпијске игре − резултати | Олимпијске игре − резултати | Олимпијске игре − резултати | Олимпијске игре − резултати | Олимпијске игре − резултати |     | Квалификациони резултати | Квалификациони резултати | Квалификациони резултати | Квалификациони резултати | Квалификациони резултати | Квалификациони резултати |
| Година                      | Коло                        | Позиција                    | Ута                         | Поб                         | Нер*                        | Изг                         | ГД                          | ГП                          | Ута | Поб                      | Нер                      | Изг                      | ГД                       | ГП                       |                          |
| --------------------------- | --------------------------- | --------------------------- | --------------------------- | --------------------------- | --------------------------- | --------------------------- | --------------------------- | --------------------------- | --- | ------------------------ | ------------------------ | ------------------------ | ------------------------ | ------------------------ | ------------------------ |
| 1996                        | Групна фаза                 | 6.                          | 3                           | 1                           | 0                           | 2                           | 4                           | 5                           | 4   | 2                        | 1                        | 1                        | 6                        | 4                        |                          |
| 2000                        | Групна фаза                 | 6.                          | 3                           | 0                           | 1                           | 2                           | 1                           | 4                           | 10  | 8                        | 2                        | 0                        | 25                       | 11                       |                          |
| 2004                        | Четврто место               | 4.                          | 5                           | 2                           | 0                           | 3                           | 4                           | 5                           | 12  | 9                        | 0                        | 3                        | 37                       | 11                       |                          |
| 2008                        | Четвртфинале                | 6.                          | 4                           | 2                           | 0                           | 2                           | 4                           | 5                           | 13  | 10                       | 2                        | 1                        | 42                       | 13                       |                          |
| 2012                        | Четвртфинале                | 7.                          | 4                           | 1                           | 2                           | 1                           | 7                           | 5                           | 16  | 13                       | 2                        | 1                        | 50                       | 12                       |                          |
| 2016                        | Другопласиране              | 2.                          | 6                           | 1                           | 3                           | 2                           | 4                           | 8                           | 17  | 12                       | 4                        | 1                        | 40                       | 10                       |                          |
| 2020                        | Другопласиране              | 2.                          | 6                           | 5                           | 1                           | 0                           | 14                          | 4                           | 5   | 4                        | 0                        | 1                        | 10                       | 4                        |                          |
| 2024                        | Биће одлучено               | Биће одлучено               | Биће одлучено               | Биће одлучено               | Биће одлучено               | Биће одлучено               | Биће одлучено               | Биће одлучено               |     |                          |                          |                          |                          |                          |                          |
| 2028                        | Биће одлучено               | Биће одлучено               | Биће одлучено               | Биће одлучено               | Биће одлучено               | Биће одлучено               | Биће одлучено               | Биће одлучено               |     |                          |                          |                          |                          |                          |                          |
| Укупно                      | Најбољи: Другопласиране     | 7/7                         | 31                          | 12                          | 7                           | 12                          | 38                          | 36                          | 77  | 58                       | 11                       | 8                        | 210                      | 65                       |                          |

## ФИФА рангирање
Ажурирано 21 April 2021 
  Најлошија позиција    Најбоља позиција    Најгори пад    Најбољи напредак  
| Ранг листа Шведске | Ранг листа Шведске | Ранг листа Шведске | Ранг листа Шведске | Ранг листа Шведске | Ранг листа Шведске | Ранг листа Шведске | Ранг листа Шведске | Ранг листа Шведске | Ранг листа Шведске | Ранг листа Шведске | Ранг листа Шведске |
|                    | Ранг               | Година             | Утакмица играно    | Поб                | Изг                | Нер                | Најб.              | Најб.              | Најл.              | Најл.              |                    |
| Ранг               | Ранг               | Година             | Утакмица играно    | Поб                | Изг                | Нер                | Пром.              | Ранг               | Пром.              |                    |                    |
| ------------------ | ------------------ | ------------------ | ------------------ | ------------------ | ------------------ | ------------------ | ------------------ | ------------------ | ------------------ | ------------------ | ------------------ |
|                    | 5                  | 2021               | 4                  | 3                  | 0                  | 1                  | 5                  | 0                  | 5                  | 0                  |                    |